# Gottlieb Bodmer
Pour les articles homonymes, voir Bodmer.

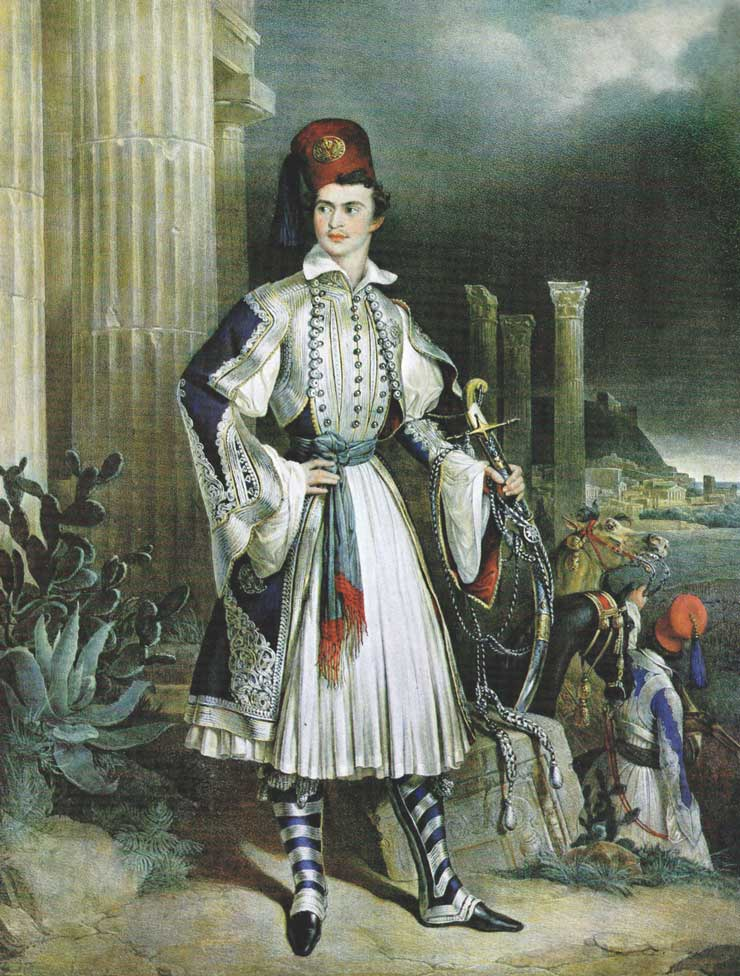
Othon Ier (roi de Grèce).

Gottlieb Bodmer, né le 25 avril 1804 à Hombrechtikon et mort le 18 juillet 1837 à Munich, est un peintre, dessinateur et lithographe.

## Biographie
Gottlieb Bodmer naît le 25 avril 1804 à Hombrechtikon,. Il est munichois depuis 1820.
Il peint d’abord des portraits sous la direction de Stieler. En 1829, il lithographie La Madone Sixtine, d’après la gravure de F. Müller et, plus tard, deux tableaux d’après H. Hess, à savoir Réveillon de Noël et un petit retable ; par ces œuvres, il est favorablement connu. Il séjourne un an à Paris, où il est parfois édité vers 1832.
Il dessine aussi sur pierre d’après Court, Dubufe, H. Vernet et Grevedon.
Gottlieb Bodmer meurt le 18 juillet 1837 à Munich,.

## Œuvres
Ses œuvres comprennent :
- Le Départ du roi Othon[4] ;
- Le Roi Louis de Bavière et sa famille[5],[4] ;
- Le Chevalier et son amour, d’après Foltz[4] ;
- Le Grenadier suisse, d’après Kirner[4] ;
- L’Amour et Psyché, d’après Gérard (exécuté pendant un séjour d’un an à Paris)[5].